# Fabbricante di Bambole
Il Fabbricante di Bambole (Dollmaker) è un personaggio dei fumetti pubblicati dalla DC Comics. È un supercriminale nemico di Plastic Man, Batman e Supergirl. La sua prima apparizione è stata su Plastic Man n. 10 (giugno 1968). Tre persone si sono susseguite nel ruolo del Fabbricante di Bambole.

## Marcel Mannequin
Marcel Mannequin è il primo Fabbricante di Bambole. Pur essendo il primo, fa solamente un'apparizione in quanto verrà ucciso da Plastic Man durante un party. Appare nel numero 10 di "Plastic Man" del giugno 1968.

## Anton Schott
Anton Schott è il secondo Fabbricante di Bambole ed è il figlio di Winslow Schott, il Giocattolaio. Fa la sua prima apparizione nel numero 58 di "Supergirl" del gennaio 2011. 
Quando Supergirl e la giovane reporter del Daily Planet Cat Grant scoprono alcune sparizioni di bambini a Metropolis, vanno ad Arkham a chiedere spiegazioni al Giocattolaio. Schott dice che non ne sa niente, e che lui i bambini nemmeno li rapirebbe perché li ama tantissimo. Allora Cat gli porge una bambola che il Giocattolaio riconosce perché è uno dei suoi primi progetti. Quando l'uomo parla, la bambola si anima e cerca di ucciderlo con un paio di forbici. Fortunatamente, riesce solo a ferirlo grazie all'intervento di Supergirl.
Tornando a casa, Cat Grant vede che un essere simile a un automa si è introdotto in casa sua e cerca di ucciderla, ma lei lo ferma. In quel momento però si materializza davanti a lei Anton Schott, che la rapisce portandola in un capannone abbandonato che è anche il suo "atelier". Lì le racconta la sua storia: Anton è nato il giorno di Natale, e per lui quel giorno era una doppia festa in quanto veniva puntualmente sommerso di giocattoli da suo padre Winslow. Col tempo, però, Anton crebbe e Winslow smise di riempirlo di giocattoli come faceva prima per dedicarsi agli altri bambini. Ciò portò in Anton un rancore smisurato per il genitore e si rifugiò nel suo vecchio laboratorio, dove iniziò a costruirsi delle bambole per alleviare la propria solitudine. Ma gli mancava ancora qualcosa: lui voleva una madre che lo amasse, voleva di nuovo il calore di una famiglia. Sapendo che Winslow Schott aveva ucciso il figlio di Cat, Anton usò quell'occasione per avere un po' di vendetta. Fortunatamente, Cat rifiutò di diventare la madre di un ragazzo così disturbato come Anton. Infuriato per il rifiuto, Anton mandò contro Cat tutte le sue bambole (dentro alcune c'erano anche i bambini rapiti a Metropolis, ipnotizzati) ma l'intervento tempestivo di Supergirl evitò la strage. Non solo, la supereroina kryptoniana riuscì anche a stendere lo psicotico inventore e portarlo ad Arkham in modo da poter risolvere tutti i problemi che Anton aveva avuto con suo padre.

## Barton Mathis
Il terzo Fabbricante di Bambole, Barton Mathis, è apparso nel numero 1 di Detective Comics del novembre 2011. Da bambino, Barton Mathis andava a caccia con il padre. Solo che in queste battute di caccia cacciavano persone per poi compiere atti di cannibalismo. Il padre di Mathis venne ucciso dall'allora poliziotto James Gordon.
Dopo aver trascorso solo un anno in affidamento, Barton scomparve per anni prima di riemergere come il nuovo Fabbricante di Bambole, indossando una maschera fatta in parte di pelle umana: quella del suo defunto padre.
È stato affrontato solo una volta da Batman.

## Altri media

### Televisione
- Il fabbricante di bambole alias Barton Mathis appare nel terzo episodio della seconda stagione di Arrow. Qui è un serial killer che uccide giovani ragazze facendo ingerire una sostanza che paralizza l'esofago e poi vestendo le sue vittime come bambole. Verrà affrontato da Oliver dopo che Mathis tenterà di uccidere Laurel ma verrà poi fermato da Arrow e ucciso da Canary.
- Il fabbricante di bambole appare anche nella serie televisiva Gotham. In questa versione è un abile chirurgo di nome Francis Dulmacher che possiede una clinica dove sostituisce gli organi dei suoi prigionieri per curare i suoi pazienti. In alcuni casi il dottore si diletta in esperimenti disumani dove separa e riattacca parti del corpo di povere vittime. Tra i suoi prigionieri ci sarà anche Fish Mooney che prima entrerà nelle sue grazie e successivamente fuggirà dall'isola dove si trova la clinica.